# マグマ溜り

11番がマグマ溜り

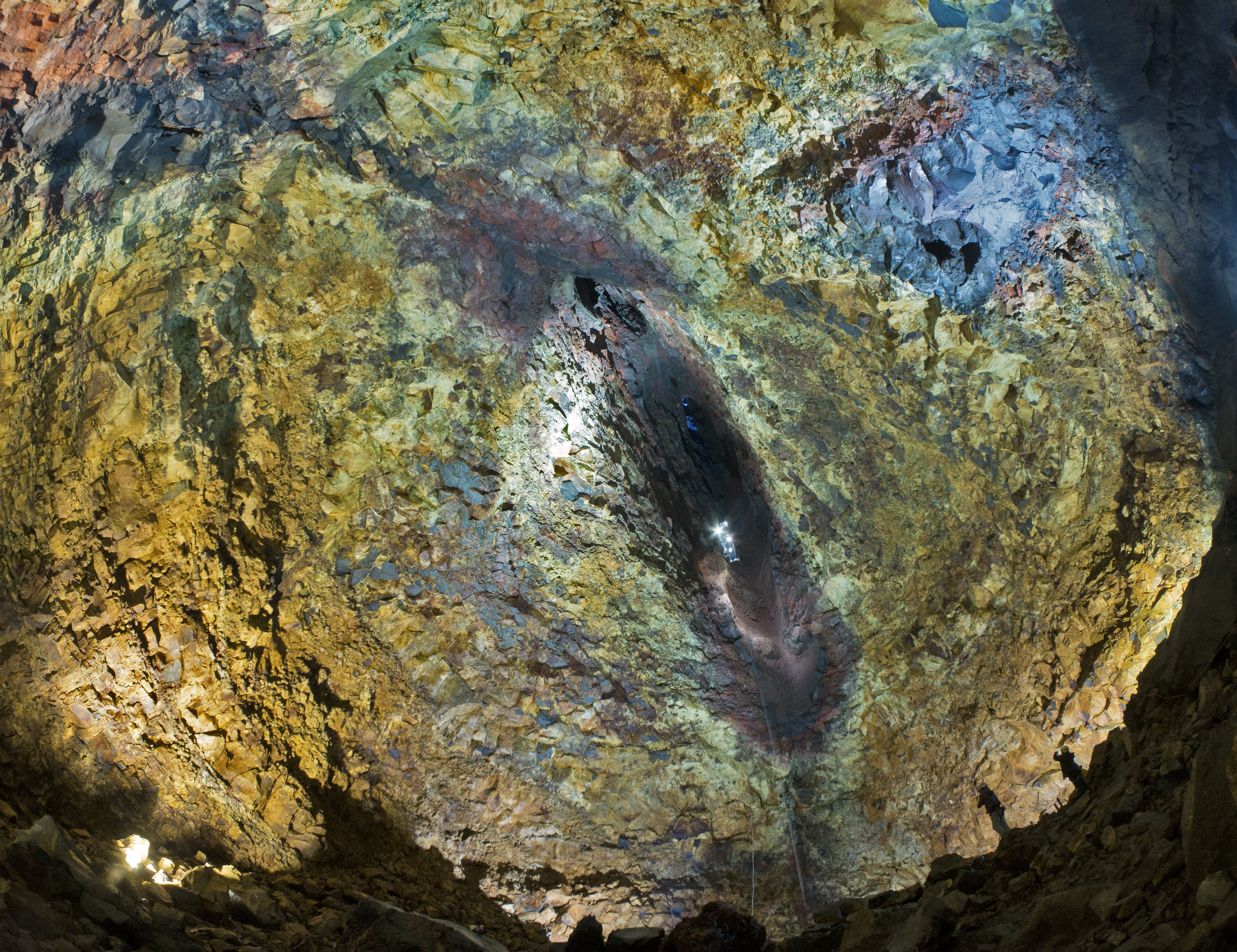
マグマ溜りの内部。スリーヌカギガルで撮影

マグマ溜り（マグマだまり、英: magma chamber、magma reservoir）とは、地殻内でマグマが蓄積されている部分である。ここにマグマが存在するとき、マグマは高圧下にあり、その中でマグマは次第に分化していく。そして、このマグマが地上に現れることを噴火と呼び、主として火山にて見られる。

## 位置
地下数十キロメートルの深部で生成されたマグマは高温の液体であるため、周囲の固体岩石より比重が小さく、浮力によって徐々に上昇する。地下5キロメートルから10キロメートル程度の場所まで来ると、周囲の固体岩石も深部ほど高圧を受けていないため、マグマと同程度の比重となり、マグマは浮力を失って滞留すると考えられている。
マグマは液体ゆえに地震波の伝達速度が地殻とは異なるため、このことを応用して地震学でマグマ溜りの位置を推測し、分布図が作られている。この方法が、地震波トモグラフィーである。日本の桜島や、アメリカのイエローストーンなど、マグマだまりの位置や規模が詳細に分かっている火山もある。
マグマは結晶分化作用によってマグマ溜り内で分化し、体積に対する質量である比重が次第にマグマ溜りの周囲のそれよりも軽くなり、上昇する。このとき、周囲の岩石を高熱で変成するなどを経て岩脈を形成し、上昇してくる。これを逆手に取ることによっても、マグマ溜りの位置は推測できる。また、地殻内部での密度は岩体の違いに影響され、場所によって違うことから、マグマ溜りは上下方向に連なることも多い。

## 内部
マグマ溜り内のマグマは周辺の岩石に熱を奪われて徐々に冷えてゆくが、その過程で揮発成分の分離や結晶しやすい成分の結晶化・沈積など、結晶分化作用が起こっている。その結果、マグマ溜りの上部と下部では、成分がかなり違っている場合がある。1回の噴火で、最初に噴出した物質（マグマ溜りの上部）と最後に出てきた物質（マグマ溜りの下部）によって成分が大きく異なる場合があるのは、そのことを示していると考えられている。例えば、1707年に発生した富士山の宝永大噴火では激しい噴火が4日間続き、大量の火山灰が江戸にも降り積もったが、その火山灰の成分が途中で大きく変化した。最初はシリカを多く含んだ白っぽいデイサイト質だったが、数時間後には黒っぽい玄武岩質に変わった。噴火前の富士山マグマ溜りの上部は、比重の大きい成分が結晶化・沈積した残りの液体であったため、デイサイト質になっていたと推定される。
噴火が起こらない場合、沈澱したマグマは次第に冷やされ、深成岩となる。その過程で冷却されることにより、水蒸気が高圧のために冷却されていないマグマ内部に放出される。この圧力変化によってもマグマは上昇する。さらにマグマの融点を下げ、粘性を上げることもある。この現象は噴火の規模を大きくすることがある。アイスランドのスリーヌカギガル火山では、地下120mに存在したマグマだまりに実際に入って観光することもできる。

## 噴火
マグマ溜りからマグマが上昇して噴火を起こす引き金には、何種類かあると考えられており、主なものは以下のようなメカニズムである。
- 深部からマグマが供給され、溢れ出る
- プレートの押し合う力などにより、押し出される
- マグマ溜り全体が減圧し、マグマに溶け込んでいたガス成分が急激に発泡（気化）し、爆発的に上昇する。時に地殻を吹き飛ばすような超巨大噴火となり、地球規模の気候変動を伴うことがあるが、これを破局噴火と呼ぶ。減圧の理由としては、(1)マグマが冷却されて一部が結晶化して体積が減る、(2)地殻の変動によってマグマ溜りの圧力と等抗していた地圧が失われる、(3)マグマ溜りの移動によって地殻の構造的に弱い部分に到達してマグマだまりの圧力が開放される、などがある。

マグマは火山岩として噴火により放出されるが、この時に深成岩になりきれていないものは半深成岩として岩脈や岩床の形で残る。また、火山によって結晶分化作用の進展が異なるため、噴出物の内容はそれぞれ異なる。火山岩として放出されなかったマグマは長時間の冷却を経て結晶化され、深成岩として花崗岩や斑れい岩などの形で見られる。
また、噴火時に大量のマグマを放出することにより、マグマ溜りが空の状態になることもある。この時、山体を形成する岩石はその空間に崩落し、結果として山体崩壊を起こすこともある。その顕著な例がカルデラである。